# Carpomys
Carpomys is een geslacht van knaagdieren dat voorkomt op de bergen Mount Data en Mount Kalindang op Luzon in de Filipijnen. Het geslacht is zeer slecht bekend. Het is het meest verwant aan Batomys en Crateromys. De twee soorten zijn Carpomys melanurus en Carpomys phaeurus.